# Occidryas veazieae
Occidryas veazieae är en fjärilsart som beskrevs av Kenneth Fender och Jewett 1953. Occidryas veazieae ingår i släktet Occidryas och familjen praktfjärilar. Inga underarter finns listade i Catalogue of Life.